# Siemień (gmina)
Siemień – gmina wiejska w województwie lubelskim, w powiecie parczewskim. W latach 1975–1998 gmina położona była w województwie bialskopodlaskim.
Siedziba gminy to Siemień.
Według danych z 30 czerwca 2004 gminę zamieszkiwały 4893 osoby. Natomiast według danych z 31 grudnia 2019 roku gminę zamieszkiwało 4516 osób.

## Struktura powierzchni
Według danych z roku 2002 gmina Siemień ma obszar 110,93 km², w tym:
- użytki rolne: 73%
- użytki leśne: 12%

Gmina stanowi 11,64% powierzchni powiatu.

## Demografia

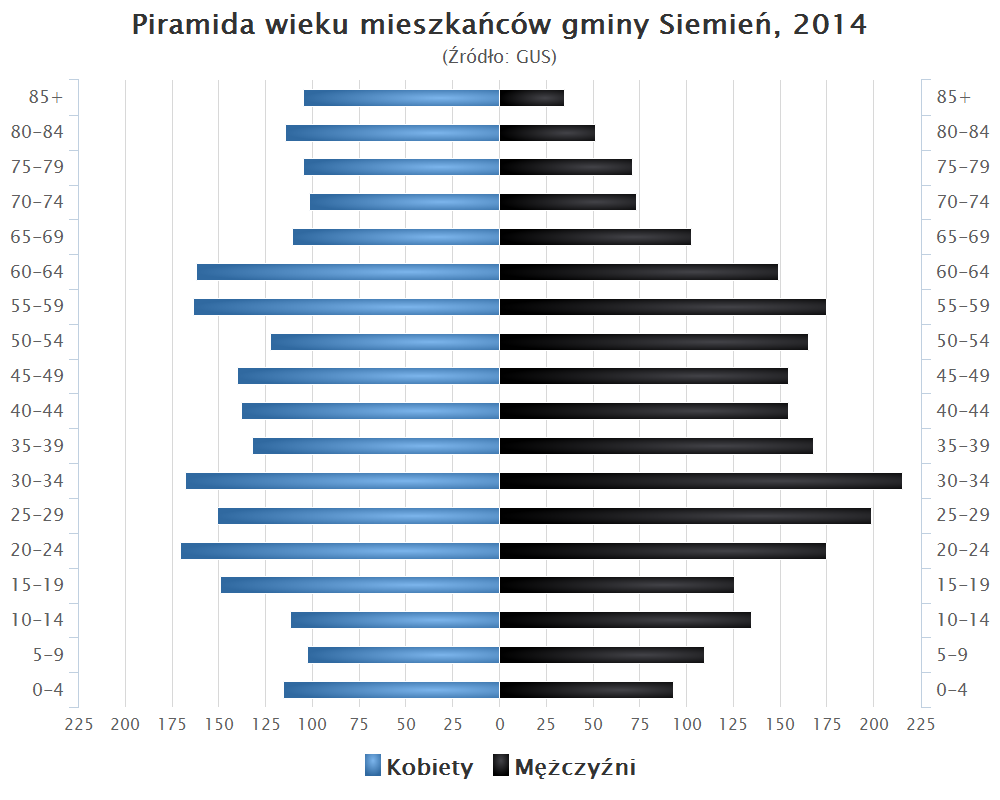
Piramida wieku mieszkańców gminy Siemień w 2014 roku

Dane z 30 czerwca 2004:
| Opis                              | Ogółem | Ogółem | Kobiety | Kobiety | Mężczyźni | Mężczyźni |
| --------------------------------- | ------ | ------ | ------- | ------- | --------- | --------- |
| jednostka                         | osób   | %      | osób    | %       | osób      | %         |
| populacja                         | 4893   | 100    | 2448    | 50      | 2445      | 50        |
| gęstość zaludnienia (mieszk./km²) | 44,1   | 44,1   | 22,1    | 22,1    | 22        | 22        |

## Sołectwa
Amelin, Augustówka, Działyń, Glinny Stok, Gródek Szlachecki, Jezioro, Juliopol, Łubka, Miłków, Miłków-Kolonia, Nadzieja, Pomyków, Sewerynówka, Siemień, Tulniki, Wierzchowiny Nowe, Wierzchowiny Stare, Władysławów, Wola Tulnicka, Wólka Siemieńska, Żminne.

## Sąsiednie gminy
Czemierniki, Milanów, Niedźwiada, Ostrówek, Parczew, Wohyń